# Thessalia (Schiff, 1905)
Die erste Thessalia der Hamburg-Amerikanischen Packetfahrt-Actien-Gesellschaft (Hapag) entstand im Februar 1905 durch Umbenennung der in Flensburg im Bau befindlichen Columbia. Ab November 1905 wurde sie im Kosmos-Dienst zur Westküste Südamerikas eingesetzt. Den Ersten Weltkrieg verbrachte das Schiff in Antofagasta, Chile.
1921 wurde das Schiff nach Hamburg zurückgeführt und dem Shipping Controller formell übertragen. Am 19. Januar 1922 kaufte die Hapag ihr ehemaliges, nicht einsatzbereites Schiff vom Shipping Controller zurück und ließ es bei Blohm & Voss modernisieren, um es als Passagierschiff unter dem neuen Namen Galicia nach Südamerika einzusetzen. 1924 wurde es dann auf der Westindien-Route eingestellt. Die ehemalige Thessalia wurde 1933 bei der Reduzierung der vorhandenen Tonnage zum Abbruch verkauft.

## Baugeschichte
Im Januar 1901 schloss die Deutsche Dampfschiffahrtsgesellschaft Kosmos (DDG Kosmos) mit der Hapag einen Vertrag über eine Betriebsgemeinschaft auf der von der DDG Kosmos seit 1892 betriebenen Linie an die Westküste Südamerikas ab. Der auf 20 Jahre abgeschlossene Vertrag sah eine Betriebsbeteiligung der Hapag von 12,5 % und ab 1905 von 25 % vor. Die Hapag brachte anfangs nur drei Frachter, dann vor allem ihre Schiffe der sogenannten A-Klasse auf der Linie zum Einsatz. Die DDG Kosmos hoffte durch das Zusammengehen mit der größten deutschen Reederei alle Versuche, in ihr Fahrtgebiet mit einer Konkurrenzlinie einzudringen, zu unterbinden.
Für die für 1905 vorgesehene Ausweitung der Betriebsbeteiligung bestellte die Hapag drei Neubauten. Die Reiherstiegwerft lieferte mit der Polynesia (6.022 BRT) das erste Schiff, dem die California (6.152 BRT, ab 1906 Thuringia) von Blohm & Voss und die Thessalia (6.146 BRT) aus Flensburg folgten.
Die von der Flensburger Schiffbau-Gesellschaft im März 1905 abgelieferte Thessalia war unter dem Namen Columbia am 21. Dezember 1904 vom Stapel gelaufen und während des Ausbaus umbenannt worden. Neben ihren zwei Hapag-Schwestern besaß die DDG Kosmos auch fünf bei Blohm & Voss gebaute Schwesterschiffe (Osiris, Tanis, Elkab, Edfu und Esne), die zwischen November 1902 und Oktober 1904 in Dienst kamen und von denen die beiden letzten 1910 an die DOAL weiterverkauft wurden.
Die Hapag-Schiffe unterschieden sich von den Kosmos-Schiffen durch ihre leicht vergrößerte Passagiereinrichtung.

## Im Dienst der Hapag
Die Thessalia führte ab dem 20. März 1905 ihre Jungfernreise nach Philadelphia durch und kam erstmals erst ab dem 27. November 1905 auf der Route zur amerikanischen Westküste durch die Magellanstraße zum Einsatz. Im Durchschnitt wurden von der Betriebsgemeinschaft jährlich etwa 50 Abfahrten aus Europa angeboten, von den in der Regel 17 entlang der Pazifikküste bis nach Kanada (erstmals 1901 angelaufen) führten und bei denen die Rundreise bis zu acht Monaten dauerte. Durchschnittlich sechs der Reisen führten nur bis Mittelamerika und bei je dreizehn Reisen kehrten die Schiffe in Peru bzw. Chile um. Der Versuch der Hapag, den Passagierverkehr zu steigern, scheiterte nach dem Probeeinsatz zweier Schiffe der Rhenania-Klasse (Rhaetia, Rhenania) 1908. Während die Hapag keine weiteren größeren Neubauten auf der Linie in den Einsatz brachte, erhielt die DDG Kosmos noch zwei in den äußeren Abmessungen ähnliche Zweischraubenschiffe in den Jahren 1905 und 1906 (Negada, Nitokris) und dann bis 1914 noch weitere neun leicht vergrößerte Schiffe mit einer Passagiereinrichtung. Dazu kamen von beiden Reedereien eine Vielzahl von reinen Frachtschiffen.
Als dann 1914 der Erste Weltkrieg ausbrach, suchte die Thessalia in Antofagasta in Chile Zuflucht, während ihre beiden Schwesterschiffe in Montevideo verblieben und dort 1917 beim Kriegseintritt von Uruguay auf Seiten der Entente beschlagnahmt wurden. Die Besatzung der Thessalia machte schon im Herbst 1914 den Antrieb ihres Schiffes unbrauchbar, um eine befürchte Wegnahme durch Deutschlands Kriegsgegner zu verhindern.

## Nachkriegsschicksal alsGalicia
Auch die in neutralen Staaten verbliebenen deutschen Schiffe unterlagen bei Kriegsende der mit der deutschen Kapitulation vereinbarten Auslieferung. Die nicht einsatzbereite Thessalia wurde daher nach Hamburg geschleppt und wurde dort formal dem Shipping Controller übergeben, ohne das eine tatsächliche Ablieferung erfolgte. Der Hapag gelang es, das nicht einsatzbereite Schiff am 19. Januar 1922 zurückzukaufen.
Es wurde bei der Werft von Blohm & Voss wieder einsatzbereit gemacht und erhielt eine Passagiereinrichtung für 79 Fahrgäste in der I. Klasse und weitere 139 Fahrgäste in der III. Klasse. Neu vermessen mit 6.146 BRT trat das Schiff unter dem neuen Namen Galicia am 6. Juli 1922 ihre erste Reise im wiedereröffneten Passagierdienst der Hapag auf der Route zu den La Plata-Häfen an, wo sie neben den ebenfalls zurückgekauften Dampfern Rugia und Teutonia der Rhenania-Klasse zum Einsatz kam. Sie war das zweite Schiff der Hapag mit dem Namen Galicia nach einem Westindien-Frachter von 2.860 BRT aus dem Jahr 1889, der 1912 vor Vigo gesunken war.
Als dann Neubauten wieder zur Verfügung standen, wurden die drei Vorkriegsschiffe 1924 auf die wiedereröffnete Route nach Mittelamerika umgesetzt, wo die Galicia dann bis zum Ende ihrer Dienstzeit verblieb. Die Übernahme der DDG Kosmos und der mit ihr inzwischen fusionierten DADG, sowie der Stinnes-Linie 1926 und die folgende Weltwirtschaftskrise führten zu erheblichen Überkapazitäten, die die Stilllegung der älteren Einheiten erzwangen.
Der Forschungsreisende Karl Helbig war 1928 als Heizer auf der Galicia während einer Fahrt in die Karibik und hielt seine Erinnerungen später in dem Buch Seefahrt vor den Feuern fest.
Im Januar 1933 wurde daher die ehemalige Thessalia an die Deutsche Werft in Hamburg zum Abbruch verkauft.

## Schicksal der Schwesterschiffe
| Stapellauf in Dienst   | Name                              | Tonnage  | Werft                   | Schicksal |
| ---------------------- | --------------------------------- | -------- | ----------------------- | --- |
| 26.08.1904 10.12.1904  | Polynesia                         | 6022 BRT | Reiherstieg BauNr. 414  | 24. Dezember 1904 Jungfernfahrt zur Westküste Südamerikas, 5. August 1914 in Montevideo aufgelegt, 14. September 1917 beschlagnahmt und als Colonia wieder in Fahrt, 1927 Verkauf an Arnold Bernstein in Hamburg, umbenannt in Hohenstein, im Januar 1935 umbenannt in Tel Aviv, Einsatz zwischen Triest und Haifa, Dezember 1938 nach Japan zum Abbruch verkauft |
| 19.11.1904 12.01.1905  | California Thuringia ab Juni 1905 | 6152 BRT | Blohm & Voss BauNr. 174 | 4. Februar 1905 Jungfernfahrt zur Westküste Südamerikas, Juni 1905 Umbenennung, August 1914 in Montevideo aufgelegt, 14. September 1917 beschlagnahmt und als Maldonado wieder in Fahrt, 1928 Verkauf an Bernstein in Hamburg, umbenannt in Eberstein, 1938 verkauft an Komrowski, Hamburg, 1947 ausgeliefert und in Großbritannien verschrottet                  |
|                        |                                   |          |                         | Kosmos-Schwesterschiffe |
| 2.09.1902 1.11.1902    | Osiris                            | 5952 BRT | Blohm & Voss BauNr. 162 | Jungfernfahrt zur Westküste Südamerikas, August 1914 in Pisagua aufgelegt, 15. September 1921 an Belgien abgeliefert und als Pays de Liege wieder in Fahrt, Juni 1926 zum Abbruch verkauft |
| 29.10.1902 19.12.1902  | Tanis                             | 5950 BRT | Blohm & Voss BauNr. 163 | Jungfernfahrt zur Westküste Südamerikas, August 1914 in Valparaíso aufgelegt, 12. Juli 1917 bei Orkan an die Küste getrieben und zerbrochen |
| 19.09.1903 21.11.1903  | Edfu                              | 5983 BRT | Blohm & Voss BauNr. 168 | Jungfernfahrt zur Westküste Südamerikas, 1910 an DOAL als Usambara verkauft, August 1914 in Teneriffa aufgelegt, 9. Juni 1919 an Frankreich abgeliefert, als Montana in Fahrt, 22. März 1928 durch Strandung verloren |
| 12.07.1904 6.11.1904   | Esne                              | 6001 BRT | Blohm & Voss BauNr. 171 | Jungfernfahrt zur Westküste Südamerikas, 1910 an DOAL als Kommodore verkauft, August 1914 in Mormugoa aufgelegt, 23. Februar 1916 durch Portugal beschlagnahmt und als Mormugoa wieder in Fahrt, ab 1924 Infante de Sagres, ab 1927 Zaire, 24. Oktober 1929 durch Strandung verloren                                                                              |
| 198.09.1904 30.10.1904 | Elkab                             | 5983 BRT | Blohm & Voss BauNr. 172 | Jungfernfahrt zur Westküste Südamerikas, August 1914 in Las Palmas aufgelegt, 28. Juni 1919 an Frankreich abgeliefert, als Minnesota in Fahrt, 1934 in den Niederlanden verschrottet |